# Charlotte Chatton
Charlotte Chatton (* 1975 in London) ist eine britische Filmschauspielerin.

## Leben
Charlotte Chatton gewann ein Stipendium für die Italia Conti Academy of Theatre Arts in London. Nach ihrem Abschluss bekam sie eine Hauptrolle im Spielfilm Dakota Road, der 1992 auf dem London Film Festival uraufgeführt wurde. Weitere Rollen waren in der Serie Dr. Quinn – Ärztin aus Leidenschaft, Hellraiser IV – Bloodline und im Welterfolg Titanic als Madeleine Astor.
2009 gründete Chatton mit „Westmount Pictures“ eine professionelle Drehbuch-Beratung.

## Filmografie (Auswahl)
- 1992: Inspektor Morse, Mordkommission Oxford (Inspector Morse; Fernsehserie, 1 Folge)
- 1992: Dakota Road
- 1996: Dr. Quinn – Ärztin aus Leidenschaft (Dr. Quinn, Medicine Woman, Fernsehserie, 11 Folgen)
- 1996: Hellraiser IV – Bloodline
- 1997: Titanic
- 1997: Stardust – Entscheidung in Hollywood (Stand-ins)